# Tekstilservice
Tekstilservice er en betalingsservice, der består af vedligehold, vask eller udlejning af tekstiler.
Denne service er som oftest for virksomheder eller institutioner, og  lavet af et eksternt firma. For kunden er det en af fordel at bruge Tekstilservice, f.eks. hvor  der er stor udskiftning af medarbejdere;  da  skal man ikke købe tøj til de nye medarbejdere, men i stedet bare ombytte det lejede tøj. 
Virksomheder der opererer på dette marked er typisk også involveret i andre typer af facilityopgaver, såsom måtteservice, hygiejneartikler til toiletter. En af de firmaer som har den største markedsandel på det dansk marked er Berendsen Textil Service.